# Tailfinger Ried
Tailfinger Ried ist ein mit Verordnung des Regierungspräsidiums Tübingen vom 10. Mai 1991 ausgewiesenes Naturschutzgebiet mit der Nummer 4.190.

## Lage
Das Naturschutzgebiet befindet sich im Naturraum Hohe Schwabenalb und liegt im Tal der Schmiecha zwischen den Albstädter Stadtteilen Onstmettingen und Tailfingen. Es grenzt im Westen und Osten an das Landschaftsschutzgebiet Nr. 4.17.001 Albstadt-Bitz.

## Schutzzweck
Laut Verordnung ist der Schutzzweck die Erhaltung, Pflege und Verbesserung eines für die durch trockene Standorte geprägte Schwäbische Alb seltenen Feuchtgebietskomplexes als Lebensraum zahlreicher gefährdeter und geschützter Tier- und Pflanzenarten, sowie als gliederndes Landschaftselement in einer dichtbesiedelten Stadtlandschaft. Von besonderer ökologischer Bedeutung sind hierbei:
- der weitgehend naturnahe Bachlauf der Schmiecha und deren Seitengräben;
- die dem jeweiligen Wasserstand angepassten ungenutzten Großseggengesellschaften;
- die randlich gelegenen, extensiv genutzten Naßwiesen;
- die Flachmoore mit den daran gebundenen Schmetterlingsarten;
- das gesamte Gebiet als Brut-, Nahrungs- und Rastbiotop für gefährdete und vom Aussterben bedrohte Vogelarten.

## Flora und Fauna
Die Artenvielfalt des Gebiets zeigt sich in den bisher nachgewiesenen 168 Pflanzen- und 108 Tierarten. Vorherrschende Pflanzenart ist die Steife Segge. Das Gebiet ist Brutplatz des Flussregenpfeifers und des Raubwürgers. Bemerkenswert ist auch das Vorkommen des Randring-Perlmutterfalters.